# Eduardo Albors
Eduardo Albors (València 1949) és un dissenyador industrial valencià. Va estudiar Arts Aplicades en l'acadèmia Peris-Torres, estudis que va combinar amb Ciències Empresarials.
La seua trajectòria professional va començar en 1972 amb la creació del grup de disseny Caps i Mans. Posteriorment es van unir a aquest estudi de disseny Jorge Lluna, Carlos Albert i José Juan Belda, encara que Jorge Lluna va optar per sortir-se'n del grup poc després. L'any 1984 el grup Caps i Mans es fusiona amb Enebecé creant el grup de disseny La Nave.
Ha treballat en diferents sectors industrials com il·luminació i mobiliari.
El seu fons documental es conserva a l'Arxiu Valencià del Disseny.